# Xã Kane, Quận Greene, Illinois
Xã Kane (tiếng Anh: Kane Township) là một xã thuộc quận Greene, tiểu bang Illinois, Hoa Kỳ. Năm 2010, dân số của xã này là 995 người.